# Canville-la-Rocque
Canville-la-Rocque ist eine französische Gemeinde mit 119 Einwohnern (Stand: 1. Januar 2022) zum Département Manche in der Region Normandie. Sie gehört zum Arrondissement Cherbourg und zum Kanton Créances. 

## Lage
Die Gemeinde liegt auf der Halbinsel Cotentin. Sie grenzt im Nordwesten an Portbail, im Norden an Besneville, im Nordosten an Neuville-en-Beaumont, im Südosten an Saint-Sauveur-de-Pierrepont, im Süden an Denneville (Berührungspunkt) und im Südwesten und im Westen an Port-Bail-sur-Mer mit Saint-Lô-d’Ourville.

## Bevölkerungsentwicklung
| Jahr      | 1962 | 1968 | 1975 | 1982 | 1990 | 1999 | 2008 | 2018 |
| --------- | ---- | ---- | ---- | ---- | ---- | ---- | ---- | ---- |
| Einwohner | 216  | 201  | 182  | 158  | 146  | 129  | 129  | 125  |

## Sehenswürdigkeiten
- Château d’Olonde, Monument historique seit 2000
- Kirche Saint-Malo

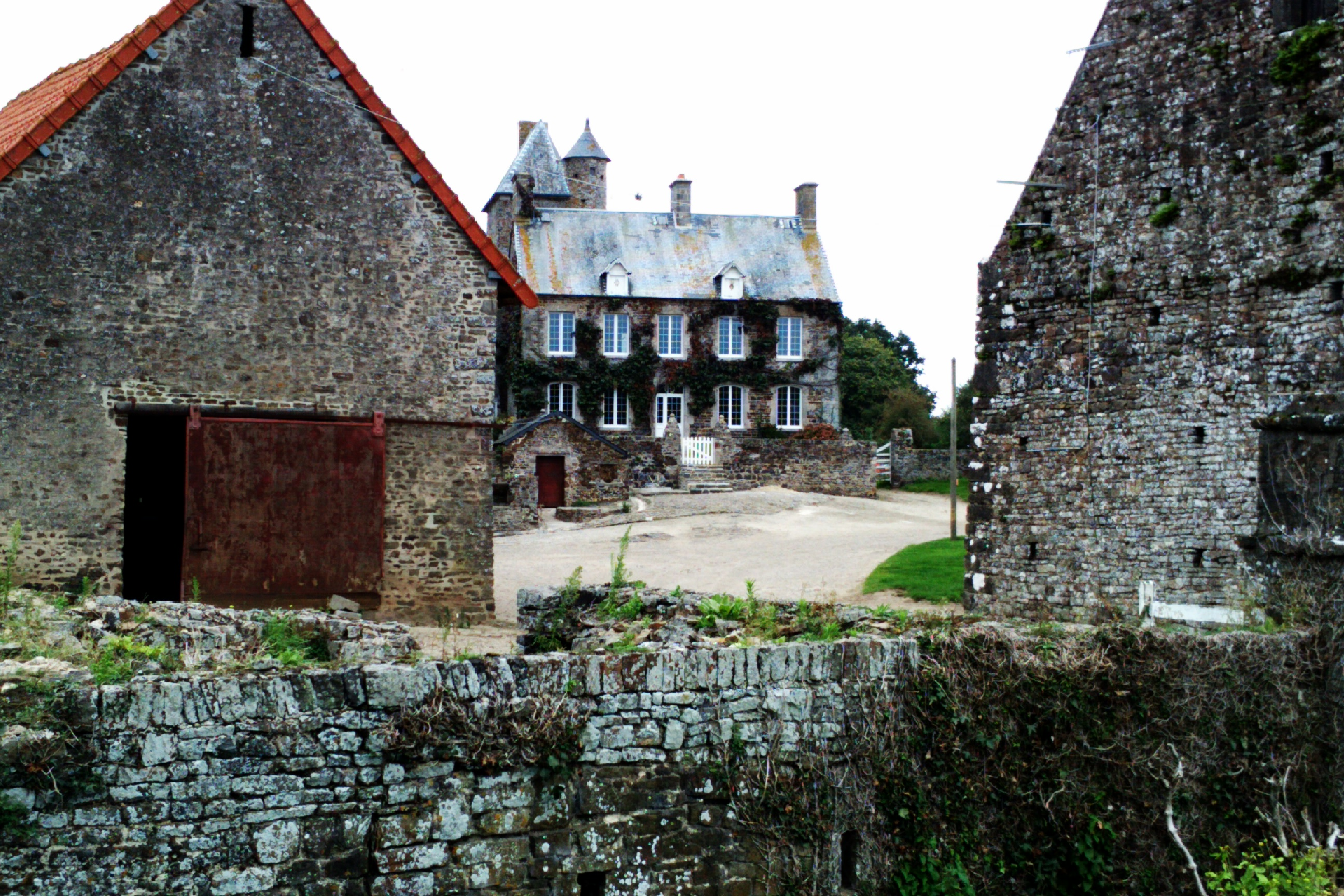
Château d’Olonde
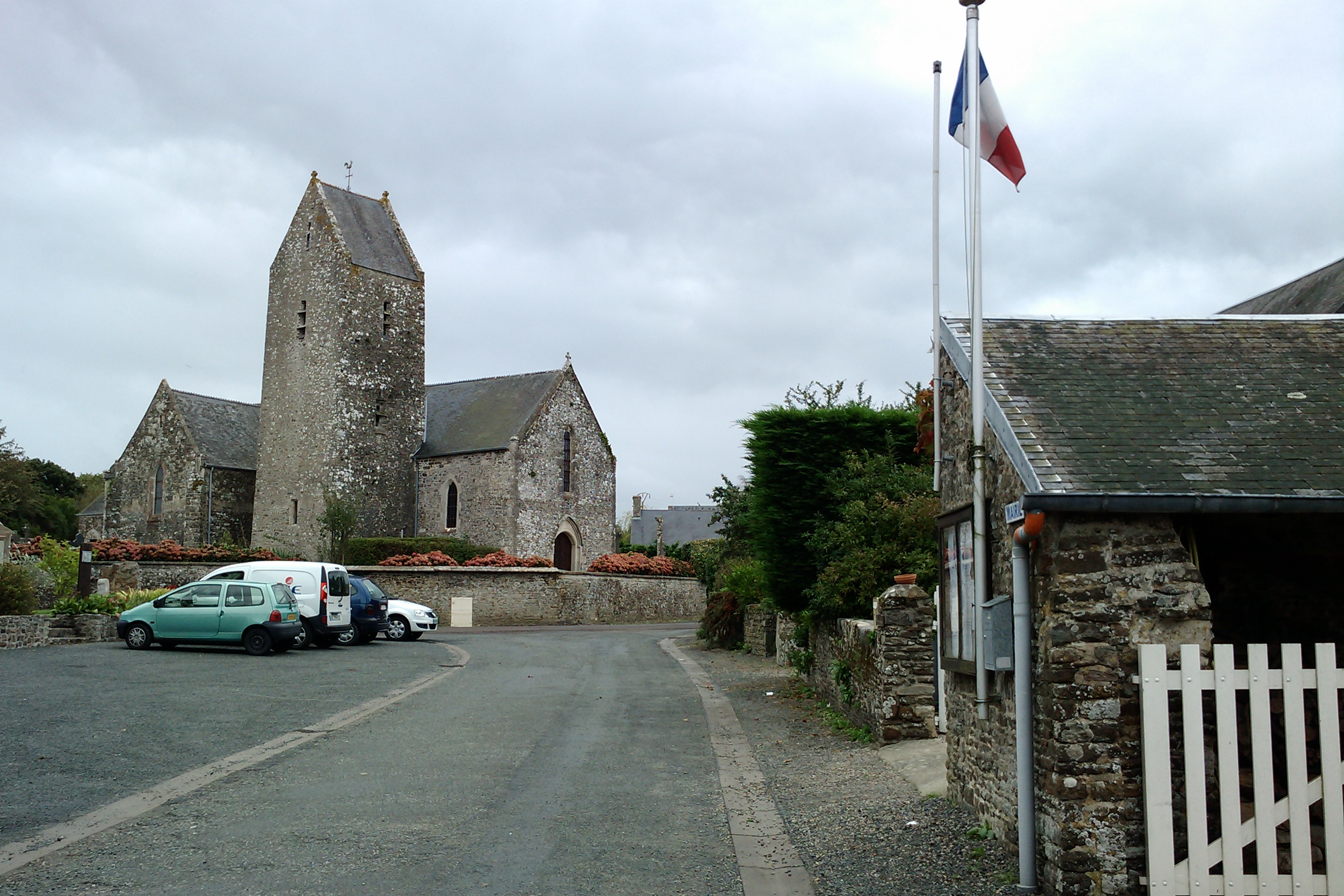
Kirche Saint-Malo